# Монтемањо (Лука)
Монтемањо је насеље у Италији у округу Лука, региону Тоскана.
Према процени из 2011. у насељу је живело 89 становника. Насеље се налази на надморској висини од 216 м.